# ノー・ダウト

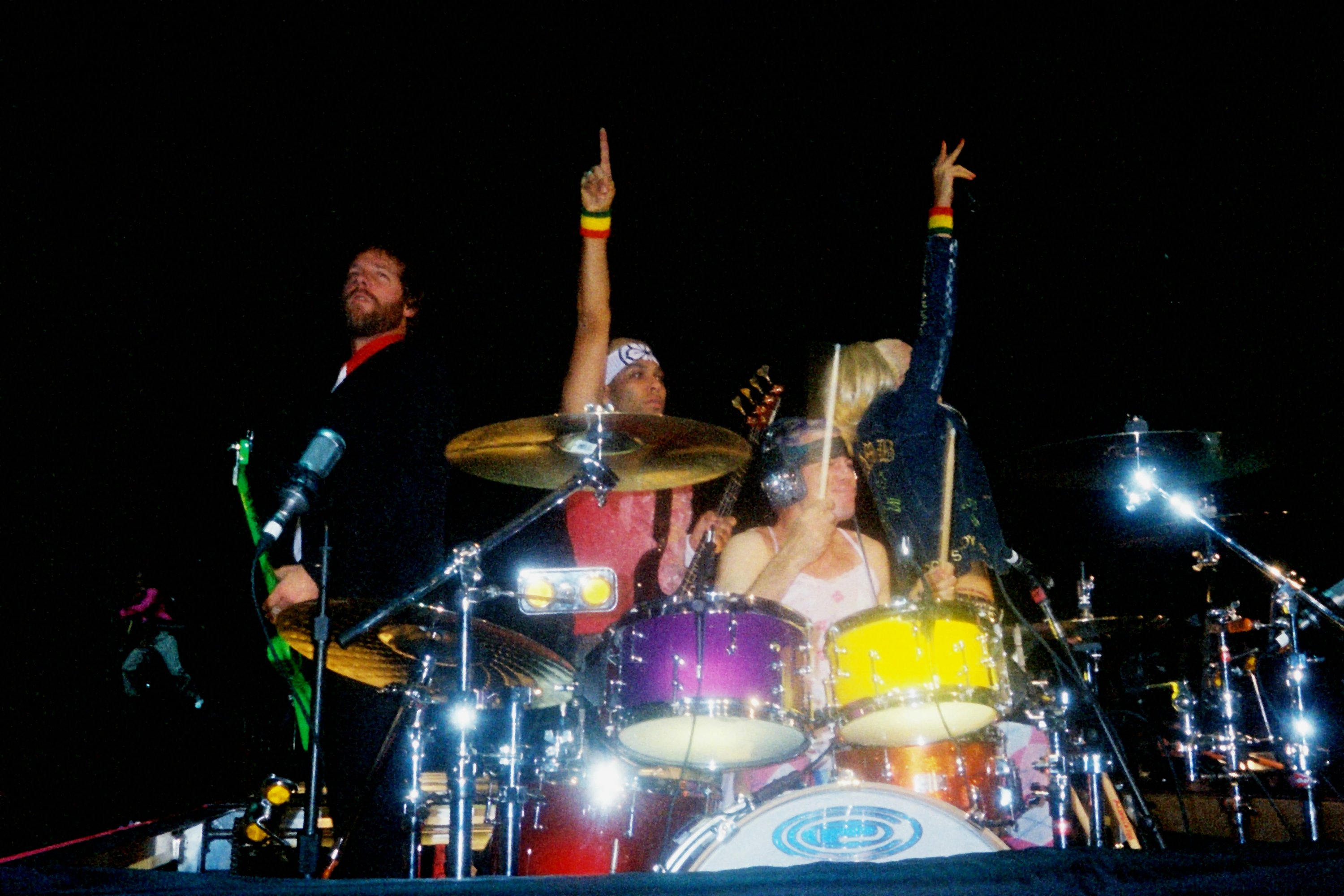
ノー・ダウト（2002年）

ノー・ダウト (No Doubt) は、1986年に結成されたアメリカ合衆国のスカパンク、オルタナ、ポップロック系のロックバンド。現在までにグラミー賞を2つ受賞し、世界中で2700万枚のレコード売り上げ記録を持つ。

## プロフィール

### 結成
1986年、アメリカ合衆国カリフォルニア州アナハイムにて、当時デーリー・クィーンでバイトしていたジョン・スペンス、エリック・ステファーニ（グウェンの兄）とグウェン・ステファーニの3人がアップル・コア（Apple Core)というバンドを結成したのがはじまり。この3人でライブをしながら他に新メンバーが入れ替わり立ち替わりしていく中、彼らのライブを見に来ていたトニー・カナルがベーシストとして加わる。
1987年、当初のフロントマンでありボーカルだったジョン・スペンスの自殺を受け、アラン・ミードが一時的にボーカルとして加わるがすぐに去ってしまったため、グウェンがボーカルになった。この後、当時ギターのジェリー・マクマホーンの代わりに現ギターのトム・デュモントが参加し、バンドにヘヴィメタ的要素を加えることになった。

### 下積み期間
すでにその派手なパフォーマンスと地元ファン層を育てていたバンドは1990年、設立したてのインタースコープ社とマルチ・アルバムのレコード契約を結ぶ。しかし、90年代初頭はグランジが台頭しており、グランジの正反対とも言えるバンドのスカ／ポップ／コミック的音楽はなかなか全米的に売れるものではなかった。1992年にセルフ・タイトルのデビューアルバムをリリースするものの、レーベルからの後押しもなく、売上がたったの3万枚という失敗に終わった。この間、バンドは全米ツアーを遂行したがこちらも芳しくなく、南カリフォルニア以外での集客力のなさを痛感させられた。
この頃からエリックはバンド活動に参加したりしなかったりという中途半端な関わりになっていたが、インタースコープ社が、彼らの次作に対し、彼らの作曲した曲を受け入れず、勝手にプロデューサーを送りこんできたことが決定打となり、1994年にエリックはバンドから正式に引退し、テレビアニメ『シンプソンズ』のアニメーターとしてのキャリアを開始した。同年、グウェンとトニーの7年に及ぶ関係に、トニーから終止符を打った。

### 全国区へ
1995年、インタースコープ社はこの売れないバンドを子会社のトラウマ・レコーズに移籍させる。バンドは自主レーベルでそれまでのシングルを集めた『The Beacon Street Collection』をリリースし、デビューアルバムの3倍の売り上げを記録する。また、同年後半にトラウマ・レコーズより『Tragic Kingdom』をリリースする。
この『Tragic Kingdom』からリリースされたシングルが次々とヒットし、3rdシングル『Don't Speak』はビルボードのHot 100 Airplay Chartで16週連続1位をキープを記録した。ちなみにこのアルバムのほとんどの楽曲がグウェンとトニーの関係に基づいて作詞されており、『Don't Speak』も二人の別れについて書かれた曲である。
『Tragic Kingdom』の成功から4年経った2000年に『Return of Saturn』をリリース。しかし、このアルバムのレビューは良かったにもかかわらず、実際の売り上げは芳しくなく、15か月後に『Rock Steady』をリリースし巻き返しを図る。『Rock Steady』は主にジャマイカでレコーディングされ、地元のレゲエ歌手とコラボするなど、レゲエやスカ色を存分に取り入れた意欲作となった。この結果、『Rock Steady』でグラミー賞を『Hey Baby』と『Underneath It All』の2曲で受賞する。
2003年には過去のシングル・コンピレーション『The Singles 1992-2003』を発表。
翌2004年には、フロントウーマンのグウェンがソロ活動を開始し、バンドのトニーやザ・ネプチューンズのファレル・ウィリアムスともコラボした。同年、トム・デュモントもサイド・プロジェクトの「Invincibel Overlord」を開始した。
バンドは2009年、バンドとしての活動を再開し、春から夏にかけて全米ツアーを、またその合間に新アルバムのレコーディングを行う予定である。
2015年に行った『カーブー・フェスティバル』でのライブを最後に活動休止状態だったが、2024年4月13日に米カリフォルニア州インディオで行われた『コーチェラ・バレー・ミュージック & アート・フェスティバル2024』にて、9年ぶりにメンバーが再集結しライブを行った。また「I♡ND（ノー・ダウト）」と書かれた白いタンクトップを着たオリヴィア・ロドリゴがサプライズ登場し、グウェンと「バスウォーター」のデュエットを披露した。

## メンバー
- グウェン・ステファーニ (Gwen Stefani) – ボーカル
- トム・デュモント (Tom Dumont) – ギター
- トニー・カナル (Tony Kanal) – ベースギター
- エイドリアン・ヤング (Adrian Young) – ドラム、パーカッション

以下はツアー・メンバー。
- ステファン・ブラッドレー (Stephen Bradley) – キーボード、トランペット、バックボーカル
- ガブリエル・マックネール (Gabrial McNair) – キーボード、トロンボーン、バックボーカル

## ディスコグラフィ

### アルバム
| 年                                        | タイトル                     | アルバム詳細                                       | チャート最高位 | チャート最高位 | チャート最高位 | チャート最高位 | チャート最高位 | チャート最高位 | チャート最高位 | チャート最高位 | チャート最高位 | チャート最高位 | 認定 |
| 年                                        | タイトル                     | アルバム詳細                                       | US             | AUS            | AUT            | CAN            | GER            | NL             | NZ             | SWE            | SWI            | UK             | 認定 |
| ----------------------------------------- | ---------------------------- | -------------------------------------------------- | -------------- | -------------- | -------------- | -------------- | -------------- | -------------- | -------------- | -------------- | -------------- | -------------- | --- |
| 1992                                      | No Doubt                     | - フォーマット: CD、LP、cassette、digital download | —              | —              | —              | —              | —              | —              | —              | —              | —              | —              | - CAN: ゴールド |
| 1995                                      | The Beacon Street Collection | - 全米売上: 10万枚                                 | —              | —              | —              | —              | —              | —              | —              | —              | —              | —              | |
| 1995                                      | Tragic Kingdom               | - 全米売上: 816.7万枚                              | 1              | 3              | 2              | 1              | 2              | 2              | 1              | 3              | 3              | 3              | - US: ダイヤモンド - AUS: 4× プラチナ - AUT: ゴールド - CAN: ダイヤモンド - GER: ゴールド - NZ: 5× プラチナ - SWE: 2× プラチナ - SWI: プラチナ - UK: プラチナ |
| 2000                                      | Return of Saturn             | - 全米売上: 158.7万枚                              | 2              | 11             | 18             | 4              | 5              | 24             | 14             | 7              | 8              | 31             | - US: プラチナ - CAN: プラチナ |
| 2001                                      | Rock Steady                  | - 全米売上: 284.2万枚                              | 9              | 15             | 12             | 21             | 13             | 66             | 17             | 52             | 33             | 43             | - US: 2× プラチナ - AUS: ゴールド - CAN: プラチナ - UK: ゴールド                                                                                              |
| 2012                                      | Push and Shove               | - 全米売上: 11.5万枚                               | 3              | 8              | 11             | 5              | 11             | 28             | 11             | 55             | 9              | 16             | |
| "—"は未発売またはチャート圏外を意味する。 |                              |                                                    |                |                |                |                |                |                |                |                |                |                | |

## 来日記録
- 1996年9月[36]
- 2000年秋[36]
- 2002年8月サマー・ソニック・ゼロ・ツー（02）
- 2007年8月サマー・ソニック・ゼロ・セブン（07）